# Hoplichthys filamentosus
Hoplichthys filamentosus är en fiskart som beskrevs av Kiyomatsu Matsubara och Ochiai, 1950. Hoplichthys filamentosus ingår i släktet Hoplichthys och familjen Hoplichthyidae. Inga underarter finns listade i Catalogue of Life.